# Discovery Kids (Estados Unidos)

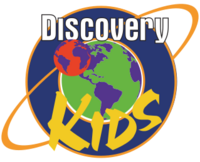
Logotipo antigo da Discovery Kids (2002-2009)

O Discovery Kids (antigo Discovery Kids Channel) era um canal americano de televisão digital a cabo e satélite, lançado em 7 de outubro de 1996. O canal foi substituído pelo The Hub. O canal pertencia à Discovery Communications.

## História
A Discovery Communications lançou o Discovery Kids Channel em 7 de outubro de 1996, como parte de um conjunto de quatro novos canais digitais a cabo que incluíam Discovery Travel & Living, Discovery Civilization e Science Channel. Para o original, consulte o canal Discovery. Após seu lançamento, a rede ofereceu principalmente programas de aventura, natureza e ciência, voltados para o público infantil entre os 6 e os 11 anos. Marjorie Kaplan, vice-presidente sênior da rede, explicou que a criação do Discovery Kids foi influenciada principalmente por crianças, que estavam assistindo a programação da rede pai junto com os pais. De 1996 a 2000, o Discovery Kids foi realizado por apenas alguns fornecedores de televisão a cabo. No final de 2001, o canal era veiculado em pelo menos 15 milhões de residências. Em setembro de 2001, uma versão canadense do Discovery Kids foi lançada em parceria com a Corus Entertainment. Em 2002, o Discovery Kids Channel foi renomeado como Discovery Kids.